# Naturschutzgebiet Werther Heide Napoleonsweg
Das Naturschutzgebiet Werther Heide Napoleonsweg umfasst eine Naturschutzfläche von 17 ha in der Städteregion Aachen in Nordrhein-Westfalen. Es setzt sich aus zwei räumlich getrennten Gebieten zusammen. Der kleinere Bereich Napoleonsweg umfasst eine Fläche von ca. 3,5 ha, der größere, die Werther Heide, ist deutlich größer und befindet sich am Weißenberg. Beide Gebiete liegen nördlich der Stadt Stolberg (Rhld.) und grenzen an den Stolberger Ortsteil Werth.
Werther Heide Napoleonsweg ist eines von derzeit 37 Naturschutzgebieten der Stadt Stolberg (Rhld.).

## Geologie

Galenit, ein Ausgangsprodukt der Galmeiparagenese

Vor ca. 350 Millionen Jahren lagerte sich aus Sedimenten maritimen Ursprungs in der Region Stolberg ein Kalksteinrücken ab. Hierdurch unterscheidet sich diese Region beispielsweise vom Naturschutzgebiet Schlangenberg, dessen Existenz devonischem Kalk zugrunde liegt. Im Laufe der folgenden Jahrmillionen kam es zu geologischen Verschiebungen, die dieses Gestein an die Erdoberfläche schoben. Ein Großteil des Materials fiel dabei der Erosion zum Opfer und wurde abgetragen. Vor ca. 200 Millionen änderte sich die Situation, als wässrige Metallsalzlösungen in das poröse Material eindrangen. Es bildeten sich Primärerze wie beispielsweise Zinkblende Sphalerit α-ZnS, Bleiglanz Galenit PbS oder Markasit Schwefelkies FeS2. Zum überwiegenden Teil fielen diese als Schalenblenden an.
Das an der Oberfläche lagernde Erz verwitterte. Durch den Einfluss sauerstoffreicher Oberflächengewässer entstand hierbei das Sekundärerz Galmei, eine sulfidfreie Verbindung, die zum überwiegenden Teil aus Zinkcarbonat Zinkspat ZnCO3 und ca. 0,5 % Eisen(III)-oxid (Fe2O3) besteht. Bei diesem Prozess, der Metasomatose erfolgt eine Umwandlung des Ausgangsminerals durch Austausch von zu- und weggeführten Substanzen, wobei als Ergebnis ein Mineral durch ein anderes ausgetauscht wird.

## Geschichte
Das Naturschutzgebiet hat seinen Ursprung in der Ausbeutung der Galmeivorkommen zur Zeit der Kupfermeister, die ab dem 16. Jahrhundert in Aachen bzw. ab Ende des 16. Jahrhunderts in Stolberg ihren Höhepunkt erreichte. Das oberflächennahe Erz wurde im großen Maßstab abgebaut, Stollen wurden gegraben bzw. das Erz in Pingen abgebaut. Als die Erzvorkommen gegen Ende des 19. Jahrhunderts erschöpft waren, wurde das Gebiet aufgegeben. Eine Renaturierung erfolgte nicht. Da der Abbau in Pingen jedoch nicht so intensiv erfolgte wie beispielsweise in den Gebieten Schlangenberg oder Brockenberg, ist die jetzt noch erkennbare Veränderung der Landschaft nicht so deutlich spürbar wie in diesen Gebieten.

## Flora

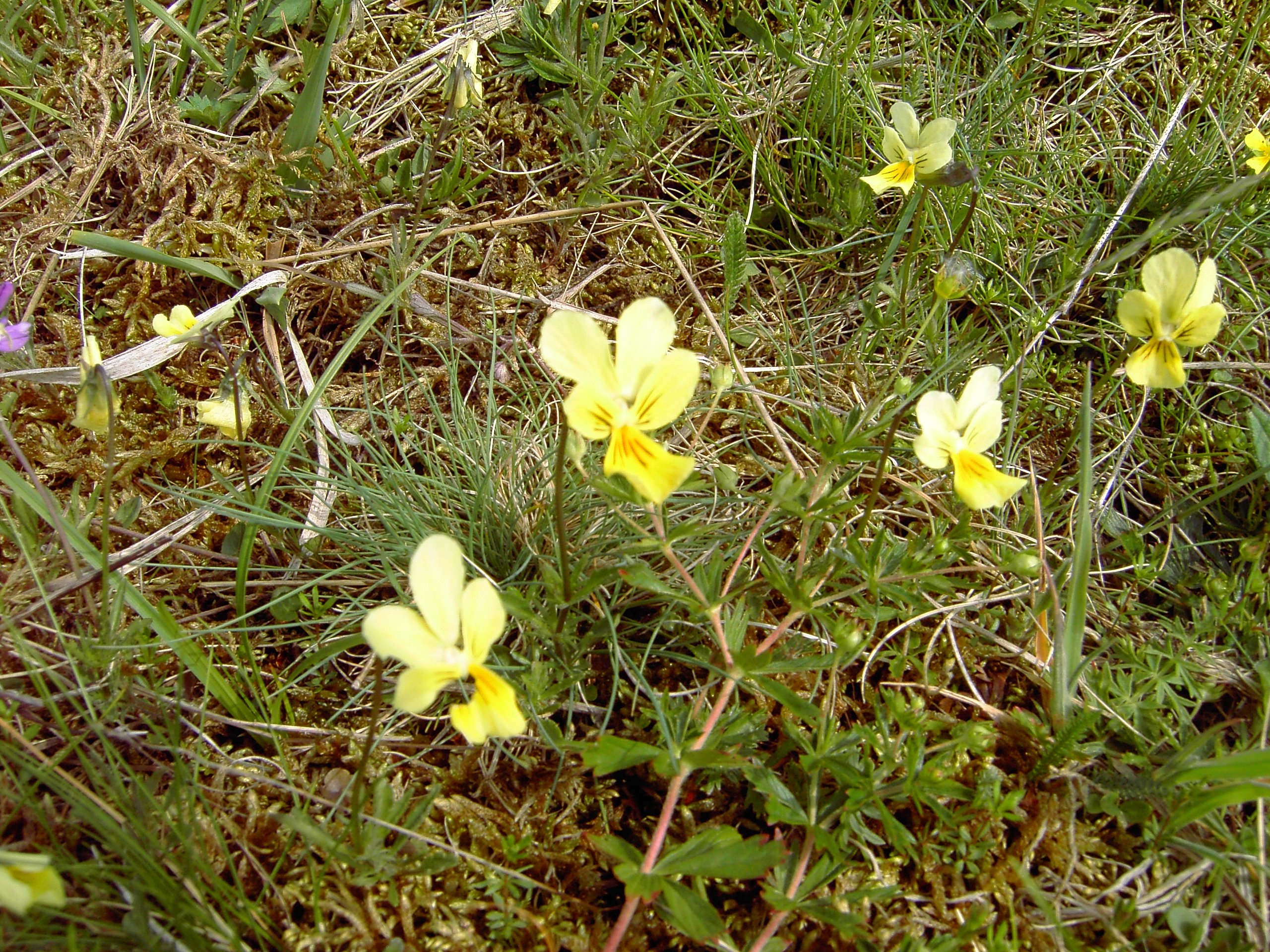
Galmeiveilchen

Eine Studie dieses Gebietes aus dem Jahre 1999 ermittelte folgende Gebietszusammensetzung für das Naturschutzgebiet Werther Heide Napoleonsweg: 25 % werden als Trockenrasen oder Steppen klassifiziert, 49 % als Laubwaldregion, 25 % als Kunstforst z. B. aus Pappelbeständen oder exotische Gehölzen. 1 % des Gebietes stellen feuchtes und mesophiles Grünland dar.
Entsprechend der Vegetationstypen existieren unterschiedliche Pflanzenfamilien.
Das Naturschutzgebiet stellt ein Refugialbiotop für die endemische Galmeiflora dar. In ihm gelingt es zinkresistenten Pflanzen, sich einen Lebensraum zu erschließen, der für die üblichen Pflanzen aufgrund der Toxizität des Gesteins verschlossen bleibt.
Zu den typischen Pflanzen dieses Biotops gehören das Gelbe Galmeiveilchen (Viola lutea ssp. calaminaria), die Galmei-Grasnelke (Armeria species "calaminaria"), die Galmei-Frühlings-Miere (Minuartia verna ssp. hercynica) oder das Galmei-Täschelkraut (Thlaspi calaminare).
Im Bereich des Laubwaldes findet man verschiedene Orchideenarten. Die umfassen unter anderem die Bienen-Ragwurz (Ophrys apifera) und die Weiße Waldhyazinthe (Platanthera bifolia).

## Fauna
Das Gebiet fällt durch seinen Reichtum an Schmetterlingen auf. Hierzu gehört der Grüne Zipfelfalter Callophrys rubi oder der Zwerg-Bläuling Cupido minimus. Aber auch den Lilagold-Feuerfalter Lycaena hippothoe sowie die Rostbinde Hipparchia semele findet man unter den hier noch zahlreich vorkommenden Arten.
Das Naturschutzgebiet ist ebenfalls reich an Schrecken. Zu ihnen gehört der Warzenbeißer Decticus verrucivorus sowie die Kurzflügelige Beißschrecke Metrioptera Brachyptera. Hinzu kommt der Heidegrashüpfer Stenobothrus lineatus.

## Bedrohung des Naturschutzgebietes
Die größte Gefahr für das Naturschutzgebiet resultiert aus seiner Größe. Speziell das Gebiet Napoleonsweg ist sehr klein und dadurch leicht durch Umwelteinflüsse zu schädigen. Obstplantagen mit potentiellem Insektizideinsatz befinden sich in direkter Nähe. Hinzu kommt ein benachbarter Sportplatz, dessen Besucher das Naturschutzgebiet als Naherholungsgebiet nutzen.